# Księgi Walońskie
Księgi Walońskie – niewielkie notatki i instrukcje poszukiwaczy minerałów i kamieni szlachetnych, tak zwanych walończyków albo walonów, w Karkonoszach i Górach Izerskich pochodzące z XV wieku, pisane odręcznie po łacinie lub w języku niemieckim, częstokroć przeplatane tajemniczymi symbolami i określeniami z języka czeskiego, częściowo szyfrowane. 
Obecnie Księgi Walońskie znane są z dawnych przedruków, pełnych błędów, przeinaczeń i opuszczeń wyrazowych. Do najbardziej znanych należą: "Walońska księga z Trutnova" z 1466 r., oraz "Księga walońska" z 1456 r., znana z odpisu z 1470 r., autorstwa Antoniusa de Medici, zwanego walończykiem z Florencji. 
Księgi Walońskie przedstawiają wielką wartość historyczną. Wartość naukowa jest średnia ze względu na hermetyczny język pełen zagadkowych sformułowań, tajemniczych symboli i niejasnych opisów zbliżonych do języka alchemików.
Księgi Walońskie były pierwszymi specyficznymi przewodnikami po Karkonoszach i Górach Izerskich. Średniowieczne góry, poza nielicznymi miejscami, nie posiadały nazw topograficznych, a nazwy funkcjonujące wśród miejscowej ludności dla obcojęzycznych przybyszów nie były zrozumiałe. Walonowie swoje znaleziska spisywali w tak zwanych "spiskach" z czasem nazwanych Księgami Walońskimi, w których nadawali dla ważnych miejsc własne, tylko sobie znane nazwy.
Księgi Walońskie stanowią karkonoskie odpowiedniki tatrzańskich "spisków" mówiących o ukrytych w ziemi bogactwach.
Kilka zapisków lub odpisów z Ksiąg Walońskich jeszcze do II wojny światowej było w posiadaniu mieszkańców Szklarskiej Poręby.